# وارن (مونتانا)
وارن (به انگلیسی: Warren) یک منطقهٔ مسکونی در ایالات متحده آمریکا است که در شهرستان کربن، مونتانا واقع شده‌است.